# Gare de Genolier
La gare de Genolier est une gare ferroviaire d'évitement de la ligne Nyon – Saint-Cergue – La Cure. Elle est située route de la gare sur le territoire de la commune de Genolier, dans le canton de Vaud, en Suisse.
Mise en service en 1916, c'est un point d'arrêt voyageurs de la ligne 155 La Cure - St-Cergue - Nyon du Chemin de fer Nyon-Saint-Cergue-Morez (NStCM).

## Situation ferroviaire
Établie à 562 mètres d'altitude, la gare de Genolier est située au point kilométrique (PK) 7,24 de la ligne Nyon – Saint-Cergue – La Cure entre les gares du Muids, s'intercalent les haltes de Sus-Châtel et La Joy-Clinique, et de Givrins.
Gare de croisement, sur la ligne à voie unique, elle dispose d'une voie d'évitement et de deux voies de garages en impasses.

## Histoire

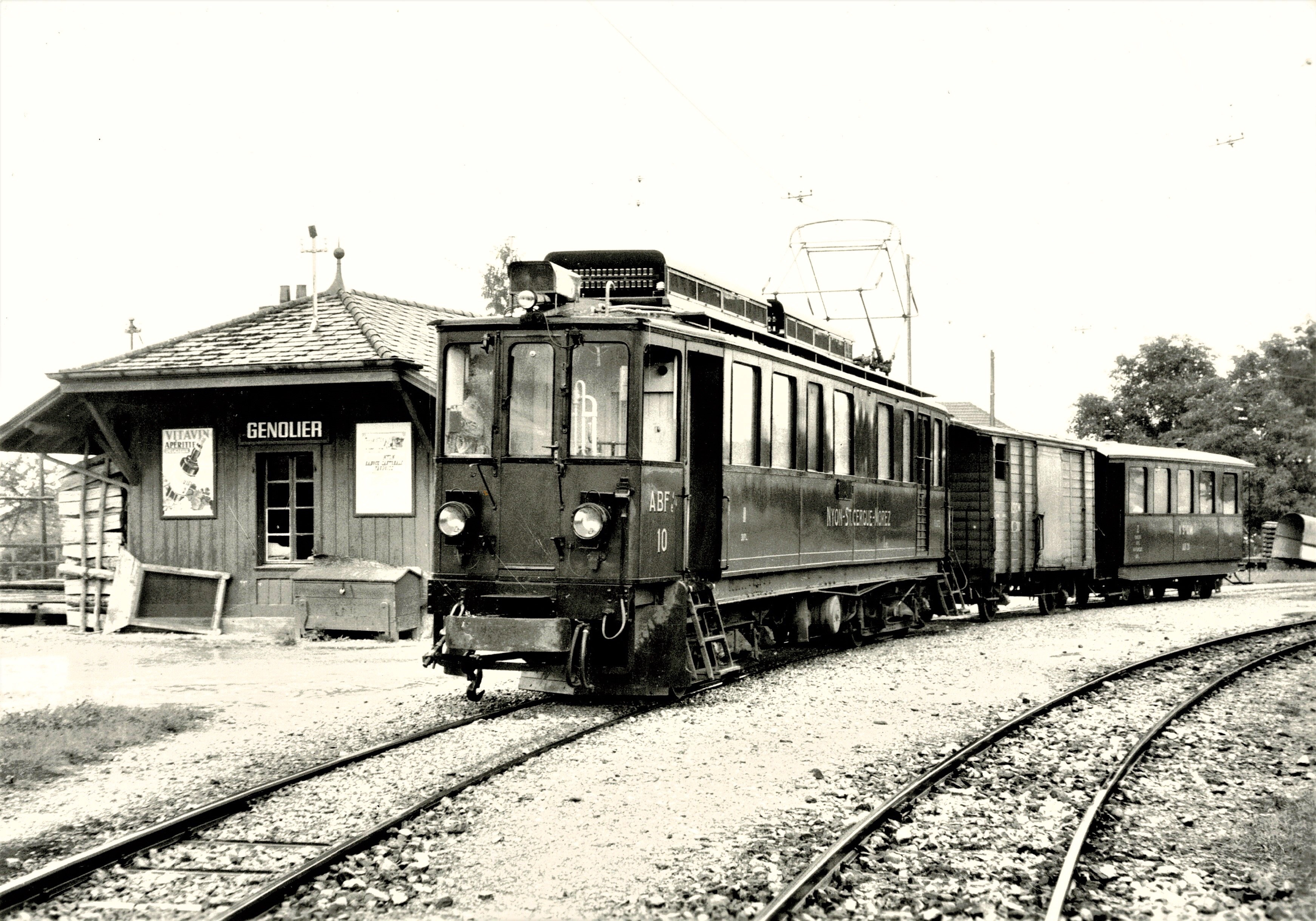
L'ancienne gare de Genolier

Le chantier de construction de la gare de Genolier a lieu de 1915 à 1916. Elle est mise en service le 22 juillet 1916, lors de l'inauguration du prolongement de la ligne de Saint-Cergue à La Cure.
Son bâtiment dispose d'une salle d’attente pour les voyageurs, d'un guichet pour le receveur et d'un bureau. Souvent victime de vandalisme, le bâtiment fatigué n’offrait plus tous les services requis. Après une première rénovation en 1988, la compagnie de chemin de fer décide donc de remplacer en 1990, l'ancienne gare par un nouveau petit bâtiment en béton.
La nouvelle gare se compose de quatre locaux dont une salle d’attente et d’un couvert à vélos. Le quais sont également améliorés avec un revêtement en dur.
Les abords de la gare, en accord avec la commune de Genolier sont améliorés avec un parking pour les voitures. En 2002, afin d'enrayer les actes de vandalisme, la compagnie de chemin de fer a mis en place des caméras de surveillance. D'autres caméras sont également placées sur toute la ligne
Entre 2018 et 2020, les installations de sécurité, les systèmes de desserte et les dispositifs de contrôle de la marche des trains sont renouvelés ainsi qu'une adaptation de la hauteur des quais.

## Service des voyageurs

### Accueil
Point d'arrêt à la demande, montée ou descente, il dispose d'une salle d'attente, avec un banc abrité de la pluie, un distributeur automatique de titres de transport, un oblitérateur pour les cartes multi-courses et un interphone d'urgence. Les achats de titres de transport peuvent être effectués avec une application mobile.  

### Desserte
Elle est desservie par les rames qui circulent sur la ligne 155 NStCM et desservent les 18 arrêts, entre Nyon et La Cure.  

Installations et desserte
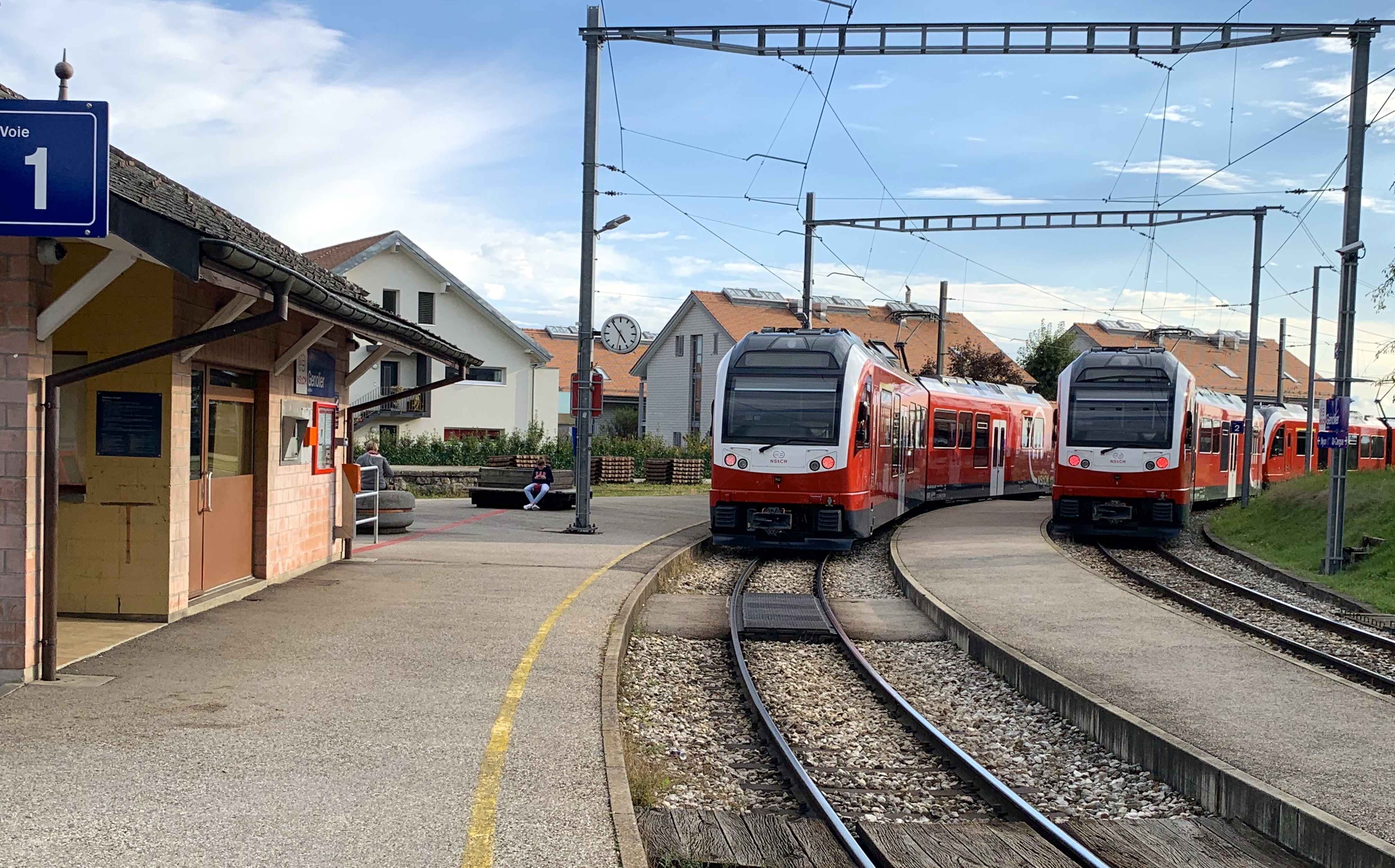
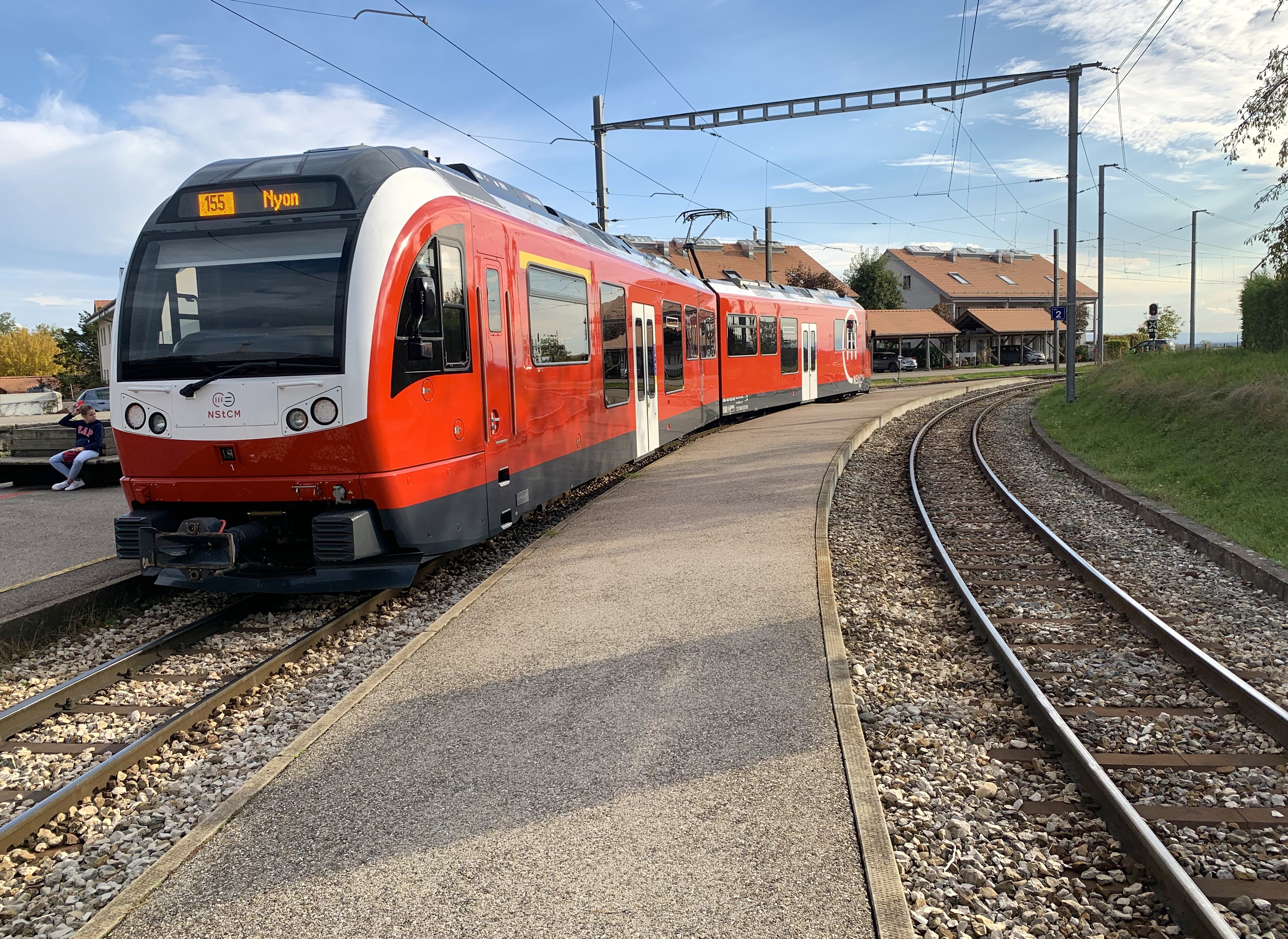
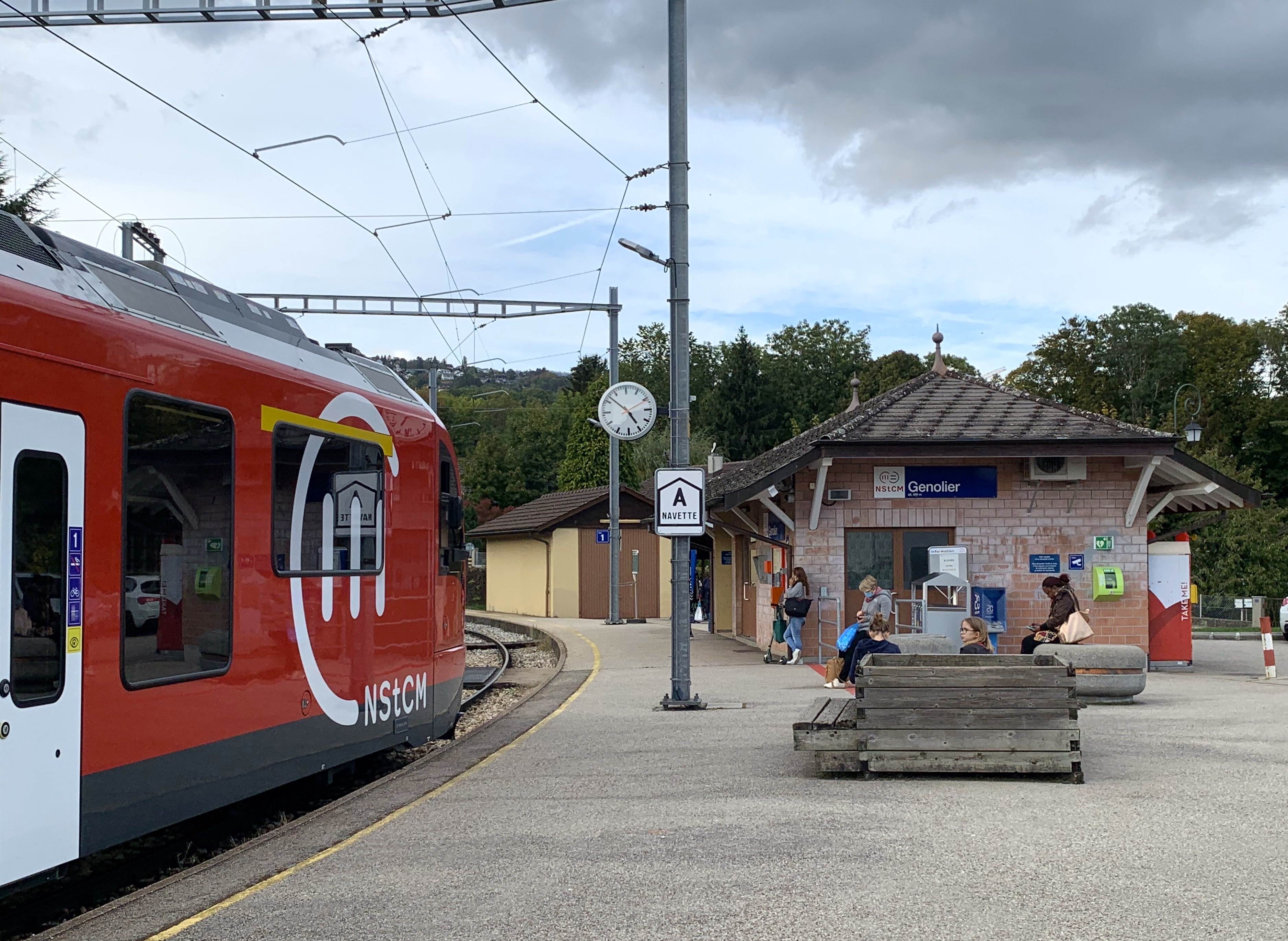

### Intermodalité
Elle dispose d'un parc pour les vélos et d'un parking pour les véhicules.

## Projets
Il est prévu de rendre accessible l'arrêt de Genolier, avec notamment la reprise des quais, trop bas, et la création d'un passage sous-voies. Ce chantier a une prévision de durée de dix-huit mois pour un coût d'environ 14 millions  de francs. Ces travaux doivent débuter, au mieux, dans deux ans. En 2020, le chantier est toujours en attente du fait d'oppositions toujours en cours, une décision est attendue pendant l'été 2021